# جابر العامري
جابر العامري (ولد 18 فبراير 1986) في المملكة العربية السعودية وهو لاعب كرة قدم يلعب في مركز حارس المرمى لعب لأندية الاتحاد و الفيصلي و نجران و نادي الشعلة .

## روابط خارجية
- جابر العامري على موقع Soccerway.com (الإنجليزية)
- جابر العامري على موقع كووورة